# ハミッシュ・ワトソン
ハミッシュ・ワトソン（Hamish Watson、1991年10月15日 - ）は、ユナイテッド・ラグビー・チャンピオンシップ、エディンバラ・ラグビーに所属するラグビーユニオン選手。

## プロフィール
- イングランド・マンチェスター出身。
- ポジションはフランカー(FL)。
- 身長 185cm、体重 102kg
- U20スコットランド代表に選ばれたことがある[1]。
- スコットランド代表キャップ数は54(2022年12月現在)でラグビーワールドカップ2019のスコットランド代表に選ばれた[2]。
- 7人制スコットランド代表に選ばれたことがある。
- ブリティッシュ・アンド・アイリッシュ・ライオンズに選ばれたことがある[3]。

## 略歴
2011年、エディンバラに加入。